# Клінтон (округ, Огайо)
Шаблон:StateAbbr_ 39°24′54″ пн. ш. 83°48′30″ зх. д. / 39.41498° пн. ш. 83.80838° зх. д.
Округ  Клінтон (англ. Clinton County) — округ (графство) у штаті  Огайо, США. Ідентифікатор округу 39027.

## Історія
Округ утворений 1810 року.

## Демографія
За даними перепису 
2000 року 
загальне населення округу становило 40543 осіб, зокрема міського населення було 18278, а сільського — 22265.
Серед мешканців округу чоловіків було 19865, а жінок — 20678. В окрузі було 15416 домогосподарств, 11075 родин, які мешкали в 16577 будинках.
Середній розмір родини становив 3,03.
Віковий розподіл населення поданий у таблиці:
| Стать    | До 15 років | 15-21 | 22-29 | 30-39 | 40-49 | 50-65 | 65-85 | Понад 85 |
| -------- | ----------- | ----- | ----- | ----- | ----- | ----- | ----- | -------- |
| Чоловіки | 4570        | 2269  | 1973  | 3002  | 3069  | 3003  | 1829  | 150      |
| Жінки    | 4306        | 2244  | 1981  | 2983  | 3158  | 3053  | 2530  | 423      |

## Суміжні округи
- Ґрін — північ
- Файєтт — північний схід
- Гайленд — південний схід
- Браун — південь
- Клермонт — південний захід
- Воррен — захід

## Виноски
1. ↑  https://web.archive.org/web/20070621234948/http://www.odod.state.oh.us/research/FILES/S0/Clinton.pdf
2. ↑  U.S. Decennial Census. United States Census Bureau. Архів оригіналу за 26 квітня 2015. Процитовано 7 лютого 2015.
3. ↑  Historical Census Browser. University of Virginia Library. Архів оригіналу за 26 грудня 2013. Процитовано 7 лютого 2015.
4. ↑  Forstall, Richard L., ред. (27 березня 1995). Population of Counties by Decennial Census: 1900 to 1990. United States Census Bureau. Архів оригіналу за 14 лютого 2015. Процитовано 7 лютого 2015.
5. ↑  Census 2000 PHC-T-4. Ranking Tables for Counties: 1990 and 2000 (PDF). United States Census Bureau. 2 квітня 2001. Архів оригіналу (PDF) за 18 грудня 2014. Процитовано 7 лютого 2015.
6. ↑  State & County QuickFacts. United States Census Bureau. Архів оригіналу за 6 червня 2011. Процитовано 7 лютого 2015.(англ.) Наведено за англійською вікіпедією.
7. ↑  American FactFinder. Бюро перепису населення США. Архів оригіналу за 29 липня 2011. Процитовано 31 січня 2008.

| США | Це незавершена стаття з географії США. Ви можете допомогти проєкту, виправивши або дописавши її. |